# Andrea Vaccaro

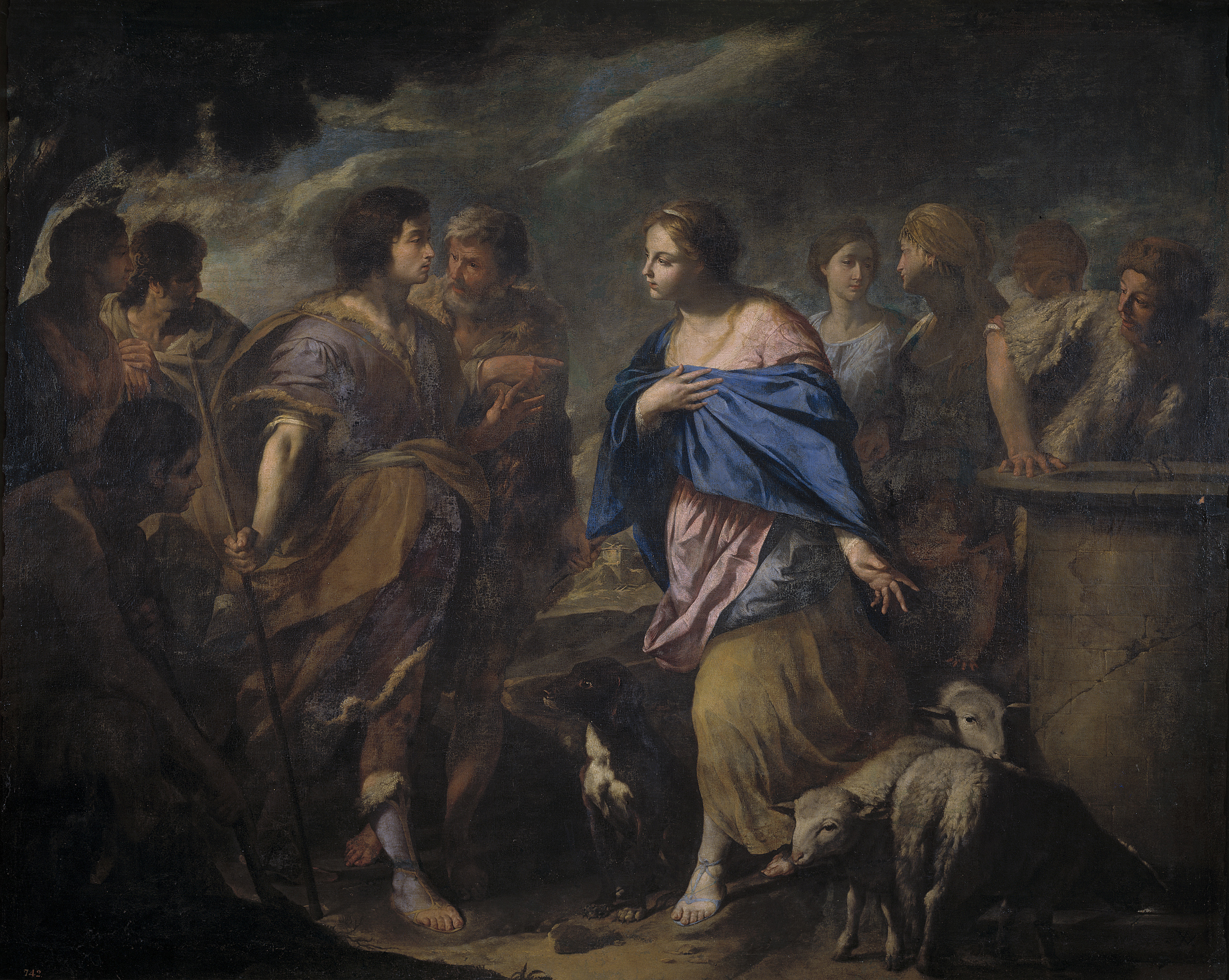
Begegnung von Rebekka und Isaac, 195 × 246 cm, Museo del Prado

Andrea Vaccaro (getauft am 8. Mai 1604 in Neapel, gestorben am 18. Januar 1670) war ein italienischer Maler des Barock und zu seiner Zeit einer der erfolgreichsten Maler in Neapel, das damals unter spanischer Herrschaft stand. Er und seine Werkstatt produzierten vor allem religiöse Gemälde für lokale Auftraggeber und für den Export nach Spanien.

## Leben
Über Andrea Vaccaros Jugend ist nur wenig bekannt. Er wurde in Neapel als Sohn von Pietro ‚Baccaro‘ (sic) und Gioanna di Glauso geboren. Sein Vater war Jurist. Andrea widmete sich zunächst literarischen Studien, bevor er sich der Kunst zuwandte. Früher hielt man den spät-manieristischen Maler Girolamo Imparato für seinen Lehrer. Seit jedoch bekannt ist, dass Imparato bereits 1607 starb, ist auch klar, dass er nicht Vaccaros Lehrer sein konnte. Stattdessen ging er im Alter von 16 Jahren bei Giovanni Tommaso Passaro in die Lehre. Aus dieser frühen Phase sind keine Werke erhalten.

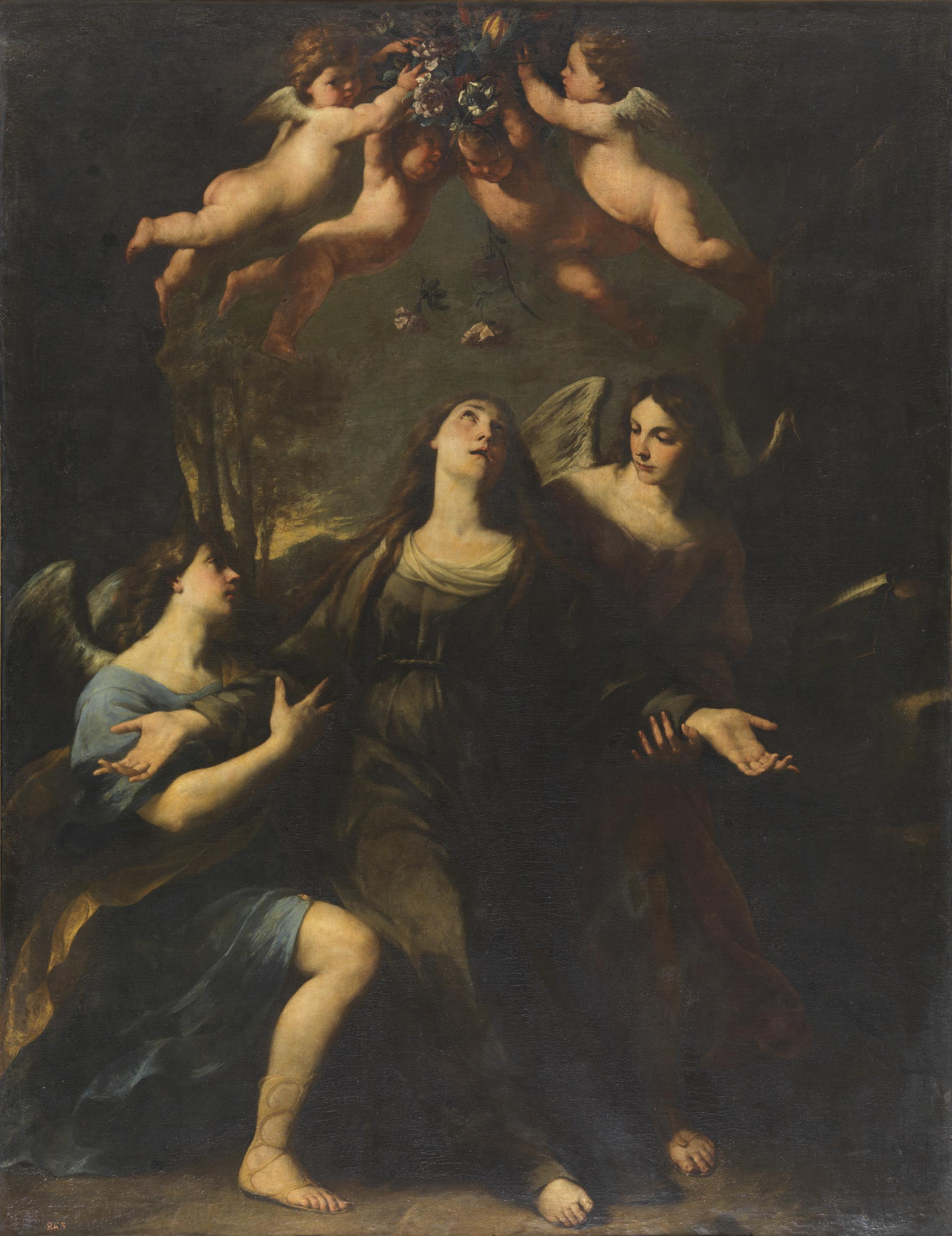
Hl. Rosalia von Palermo, 228 × 179 cm, Museo del Prado, Madrid

Am 16. Februar 1628 wurde seine Tochter Angela Geronima getauft; über seine erste Frau oder eine Heirat ist bisher nichts bekannt (Stand 2018).
Vaccaros Gemälde vom Anfang der 1620er Jahre zeigen einen deutlichen Einfluss von Caravaggio und seiner neapolitanischen Anhänger. Er soll auch Caravaggios Geißelung Christi (heute Museo di Capodimonte) kopiert haben. Sowohl seine Kopie, als auch das Original sollen in San Domenico Maggiore aufgehängt worden sein – allerdings gibt es Wissenschaftler, die bestreiten, dass die Kopie von Vaccaro stammte. Nach 1630 kam er in Kontakt mit Werken von Guido Reni, Anthonis van Dyck und Pietro Novelli. Davon machte er Kopien für neapolitanische Sammler und flämische Kunsthändler in Neapel wie Gaspar Roomer und Jan Vandeneyden. Vermutlich war Vaccaro selber auch als Kunsthändler tätig, was bei den neapolitanischen Malern dieser Epoche relativ üblich war.
Am 17. April 1639 heiratete Andrea die 24 Jahre alte Anna Criscuolo (seine zweite Frau?), und ein Jahr später, am 13. März 1640, kam ihr gemeinsamer Sohn Tomaso Domenico Nicola zur Welt. Er wurde später ebenfalls Maler und ist als Nicola Vaccaro bekannt.

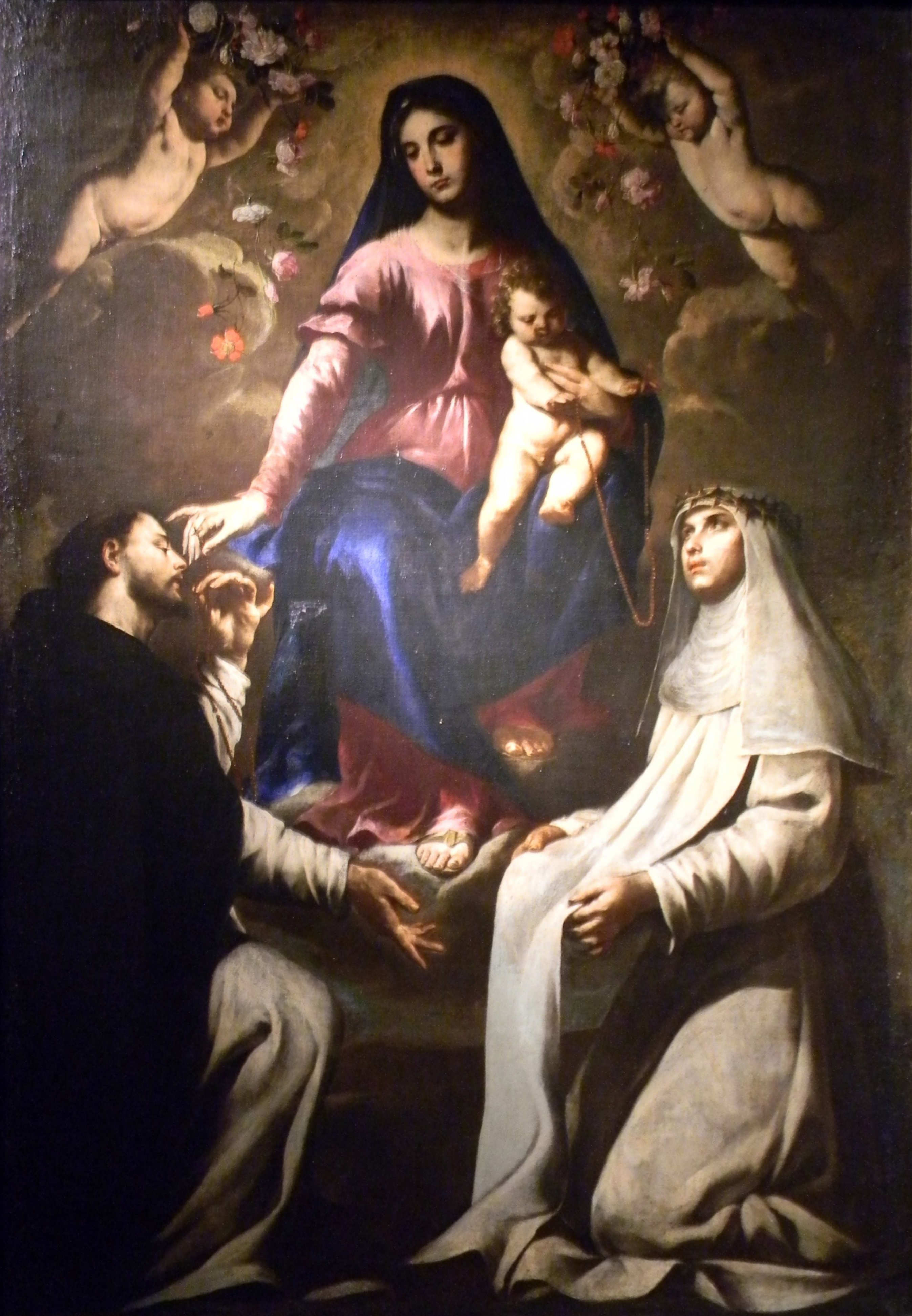
Rosenkranzmadonna mit den Hl. Dominikus und Katharina, Museo diocesano, Neapel

Andrea Vaccaro war mittlerweile sehr erfolgreich und fast jede Sammlung in Neapel besaß wenigstens ein Gemälde von ihm; darüber hinaus hatte er auch Mäzene in anderen Regionen Italiens. Ab 1635 begann er Andachts- und Altarbilder für religiöse Orden und adlige Patrone nach Spanien zu exportieren. Er wurde auch vom spanischen Vizekönig Gaspar de Bracamonte, 3. Graf von Peñaranda, favorisiert.
Als Neapel 1656 von einer Pestepidemie heimgesucht wurde, bei der die Bevölkerung um etwa die Hälfte dezimiert wurde, starben auch die bedeutenden Künstler Bernardo Cavallino und Massimo Stanzione, mit denen Andrea Vaccaro eng verbunden war. Er selber erhielt weiterhin viele Aufträge, darunter auch die einzigen Fresken, die er je gemalt hat, für die Theatinerkirche San Paolo Maggiore in Neapel.
1665 gehörte Vaccaro zu den Gründern und war Oberhaupt der Bruderschaft Congrega dei SS Anna e Luca, einer Art Malergilde, deren Zweck unter anderem in der Unterstützung von neapolitanischen Künstlern lag. Zwischen 1650 und 1670 hatte Vaccaro mit seiner Kunst großen Einfluss auf die neapolitanische Malerei, neben Massimo Stanzione, dem führenden Künstler dieser Zeit, und dem jungen Luca Giordano, der noch in seinen Anfängen steckte.
In seinen letzten Lebensjahren ab 1657 gehörte Andrea Vaccaro auch zur Confraternita dei Bianchi des Conservatorio della Pietà dei Turchini und war ein Governatore des genannten Conservatorio und der dazugehörigen Kirche der Pietà dei Turchini.
Zu seinen Schülern gehörten Giacomo Farelli und Giuseppe Fattoruso, und eventuell auch Andrea Malinconico, dessen Trauzeuge er war und der deutliche stilistische Affinitäten zu Vaccaro zeigt.

## Werk
Von Andrea Vaccaro sind nur zwei Gemälde bekannt, die eine vollständige Signatur mit Jahreszahl tragen: Die Vision der Hl. Teresa vom Goldenen Collier (Prado, Madrid) und Der Hl. Lukas malt die Jungfrau mit dem Kind, gemalt für die Korporation der Maler von Neapel. Ein anderes Bild trägt nur die Jahreszahl: Die Kommunion der Hl. Maria von Ägypten (in Santa Maria Egiziaca a Forcella).

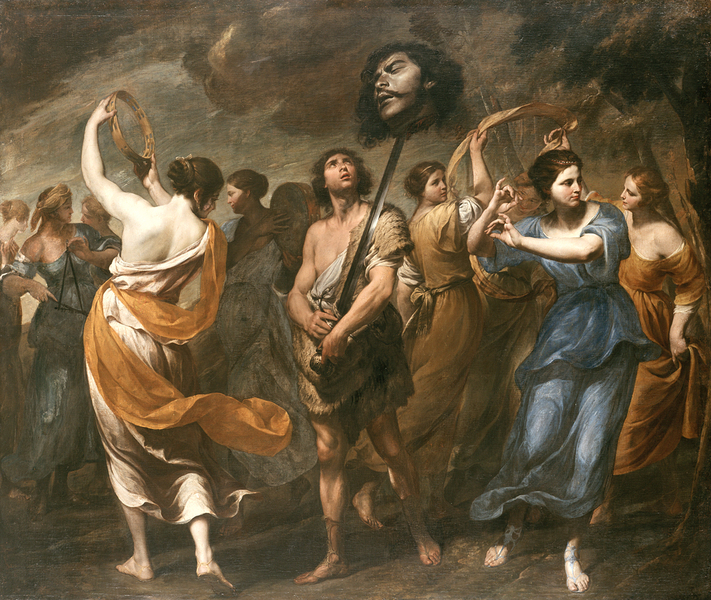
Der Triumph des David, 212 × 253 cm, 1645–1650, Musée d’art et d’histoire (Genf)

Zahlreiche Bilder von Vaccaro sind mit seinem Monogramm versehen, das aus seinen Initialen A und V besteht, mit dem linken ‚Bein‘ des A über dem linken Teil des V, und umgekehrt auf der rechten Seite. Dabei ist jedoch der mittlere Strich des A ausgelassen, so dass die beiden Buchstaben in der Mitte eine Raute bilden. Manchmal gibt es auch ein kleines Dreieck auf beiden Seiten des Monogramms, wie man es auch bei lateinischen Inschriften für Abkürzungen und/oder zur Silbentrennung findet.
Beim derzeitigen Stand der Forschung ist es relativ schwierig, einen echten „Andrea Vaccaro“ zu identifizieren, weil seine stilistische Entwicklung noch nicht genügend untersucht ist. Die Tatsache, dass er eine große Werkstatt führte, die ihm bei der Herstellung seiner Werke assistierte oder Kopien anfertigte, macht Zuschreibungen noch problematischer.
Wie bereits erwähnt, war Vaccaro in seinen Anfängen von Caravaggio bzw. den neapolitanischen Caravaggisten beeinflusst, besonders in Bezug auf Chiaroscuro-Effekte und die naturalistische Darstellung der Figuren. Von 1630 an verband er dies mit den klassischeren Idealen von Malern wie Guido Reni, van Dyck und Pietro Novelli. Sein Tenebrismus wurde heller und weniger hart, möglicherweise auch unter dem Einfluss von Pietro da Cortona. In Gemälden wie seinen alttestamentarischen Szenen scheint auch ein Einfluss von Nicolas Poussin erkennbar. Dabei behielt seine Farbpalette aber immer etwas Dunkles und Gedämpftes. Unter den neapolitanischen Künstlern steht ihm auch die elegante Manier von Bernardo Cavallino nahe, den Vaccaro kannte und mit dem er in der zweiten Hälfte der 1640er Jahre zusammenarbeitete.
Vaccaro blieb immer in Berührung mit den wichtigen künstlerischen Strömungen seiner Zeit und scheint in seinem Spätwerk noch Inspirationen von Luca Giordanos brillanten Farben oder Mattia Pretis Spiel mit Licht und Schatten bezogen zu haben.

## Bildergalerie

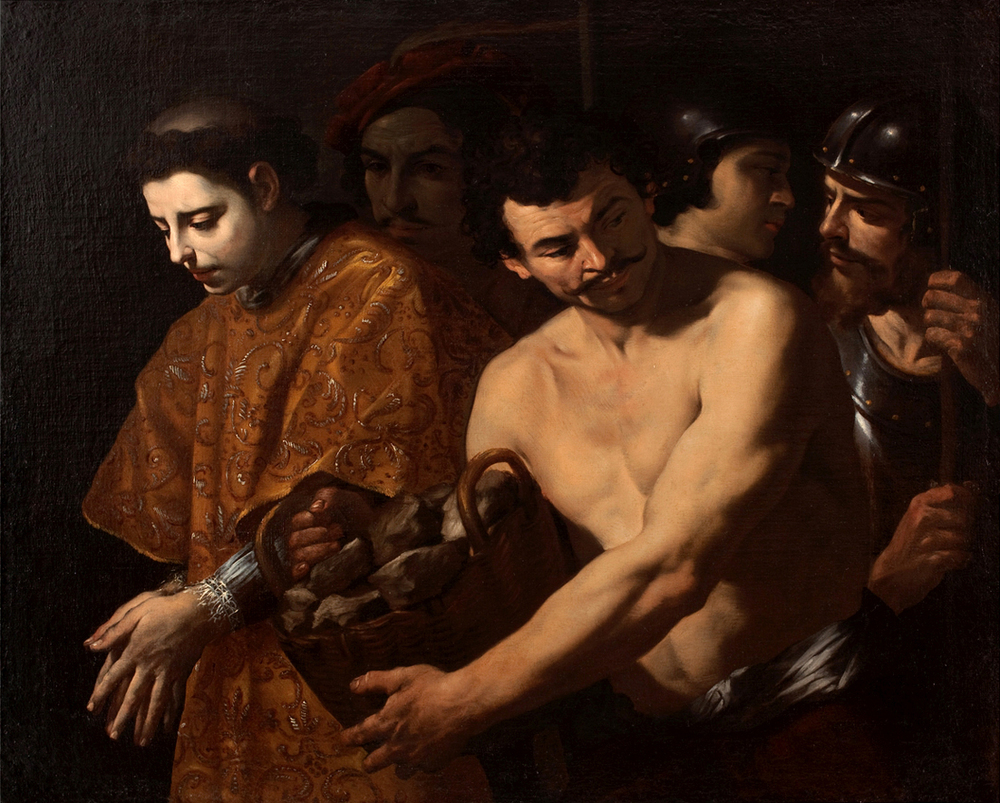
Der Hl. Stephan wird zu seinem Martyrium geführt, 97 × 120 cm, ca. 1630–1640, Privatsammlung
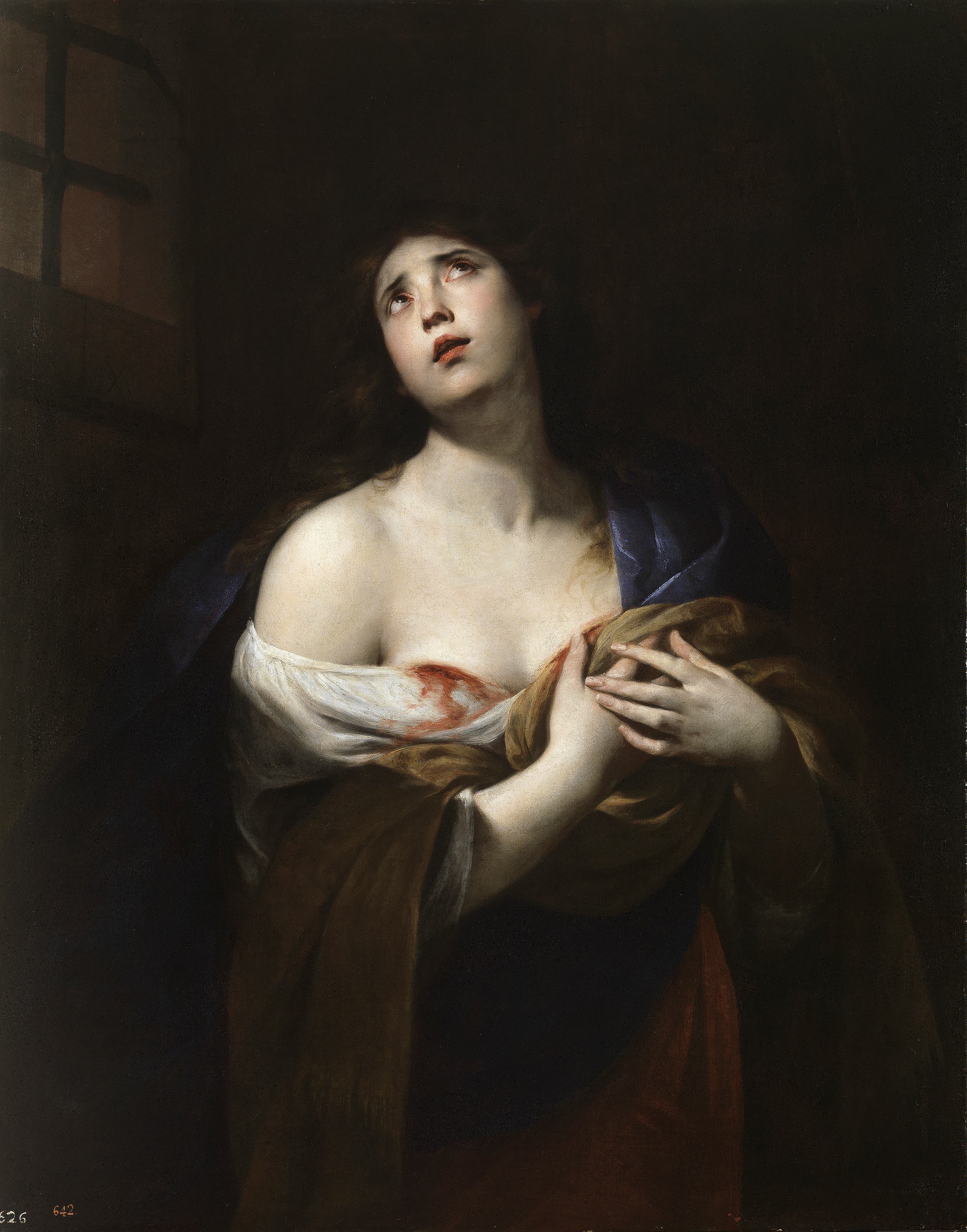
Die Heilige Agathe, 128,5 × 101 cm, um 1635, Prado, Madrid
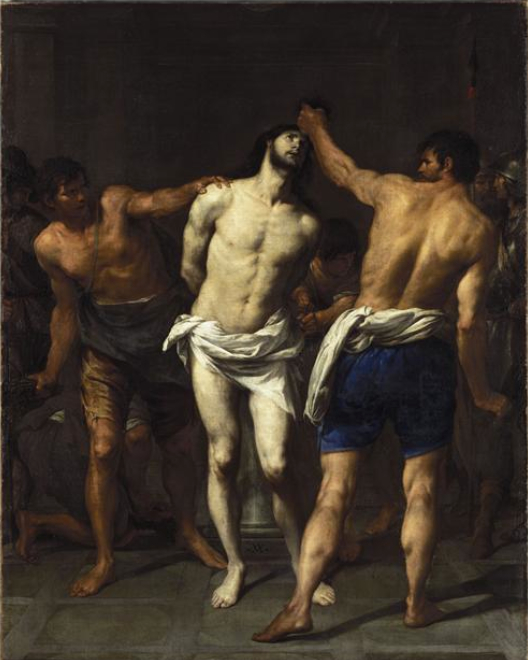
Geißelung Christi, 191,8 × 151,5 cm, Staatsgalerie Schleißheim
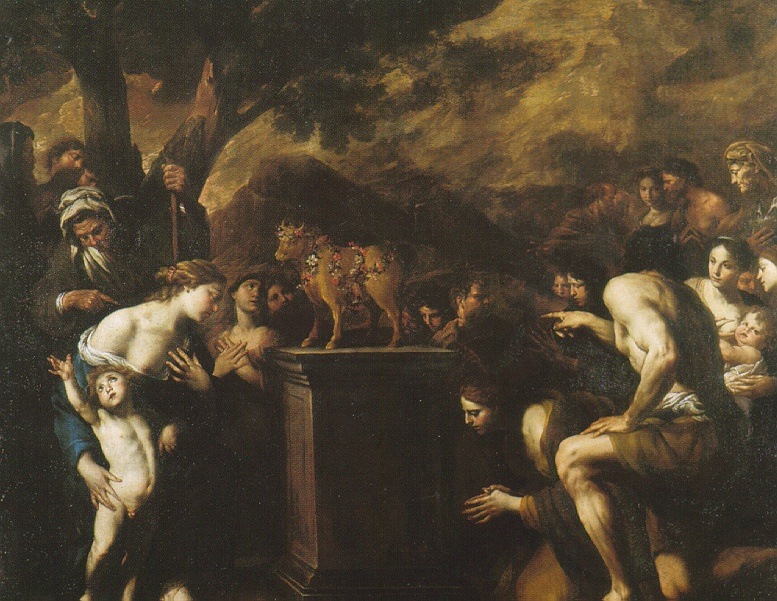
Verehrung des goldenen Kalbes, 208 × 260 cm, ca. 1650, Museo di Capodimonte, Neapel
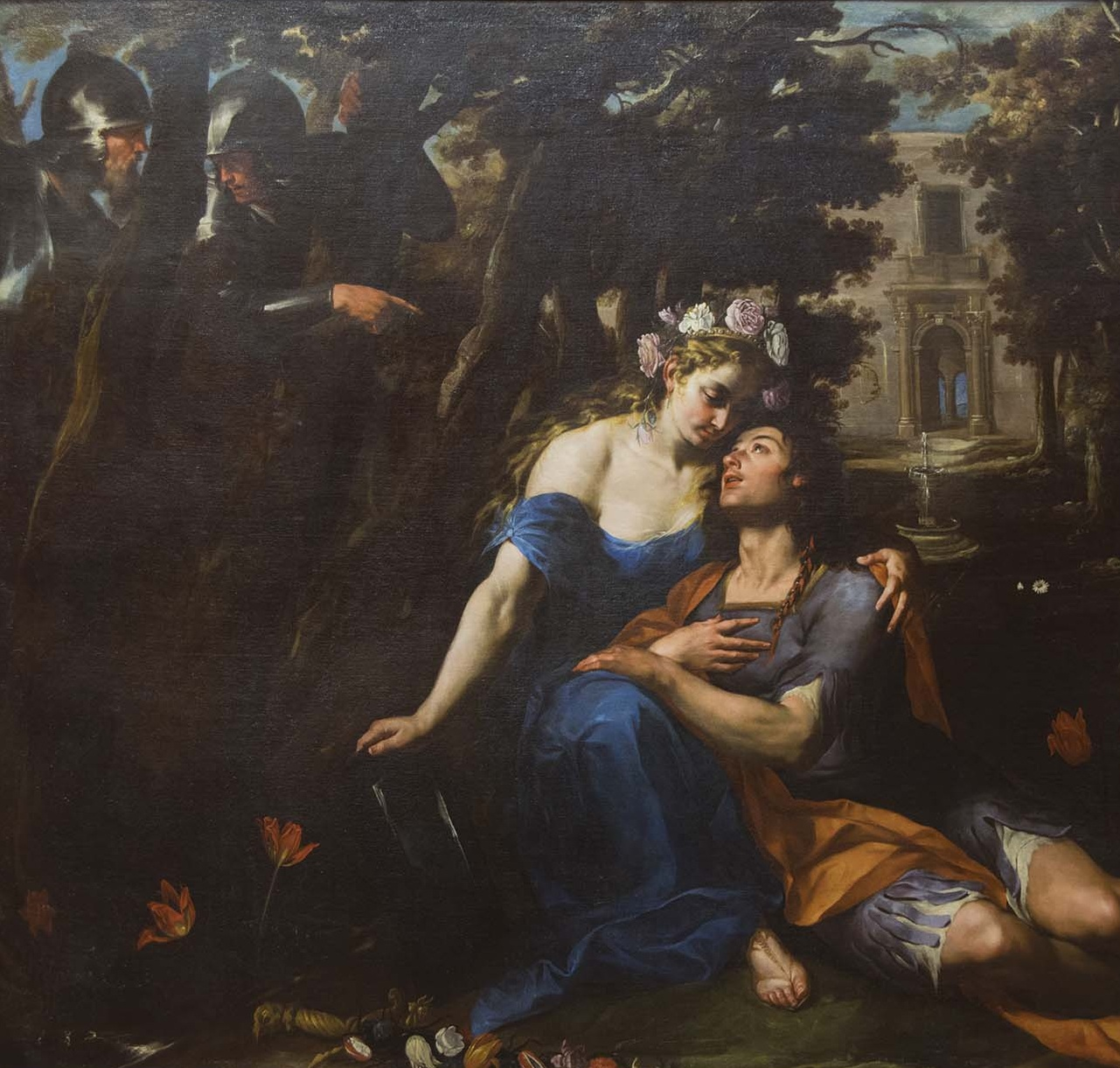
Rinaldo und Armida (Detail), 177 × 260 cm, 1640–1650, Museo di Capodimonte, Neapel
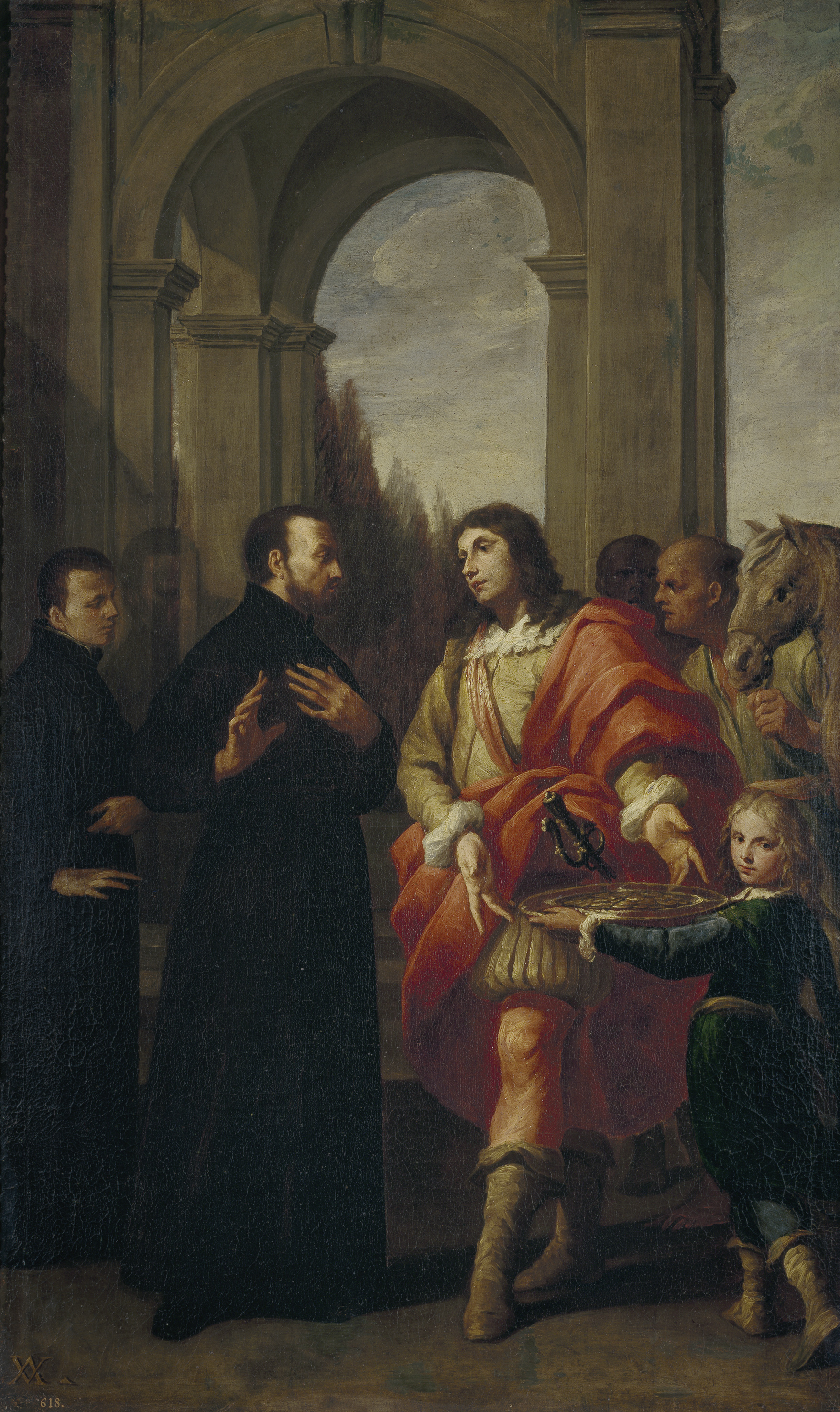
Der Hl. Cayetan lehnt das Angebot von Goldmünzen ab, 123 × 76 cm, Museo del Prado
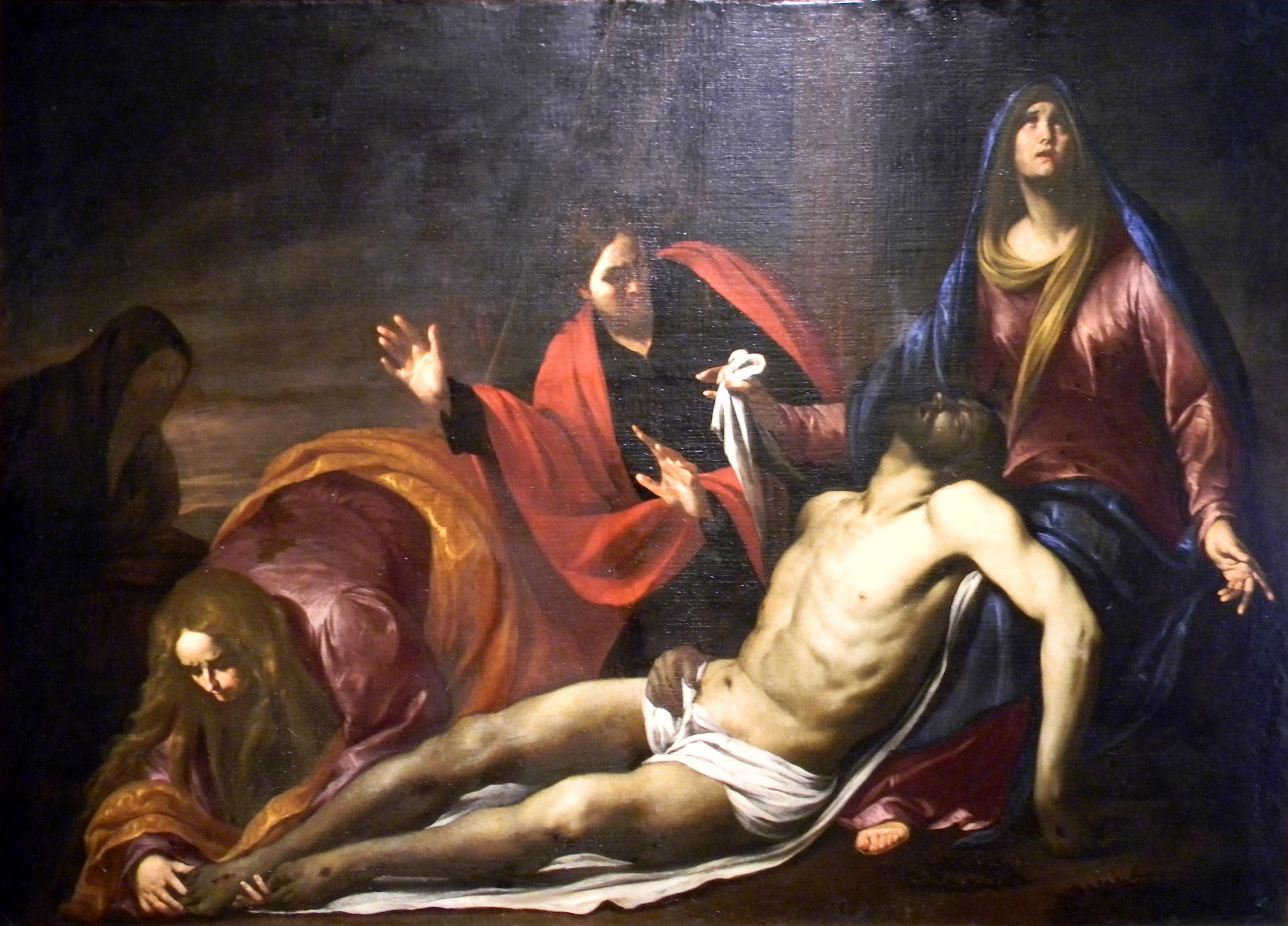
Beweinung des toten Christus, Museo diocesano, Neapel

## Liste von Werken (Auswahl)
In Museen oder Privatsammlungen:

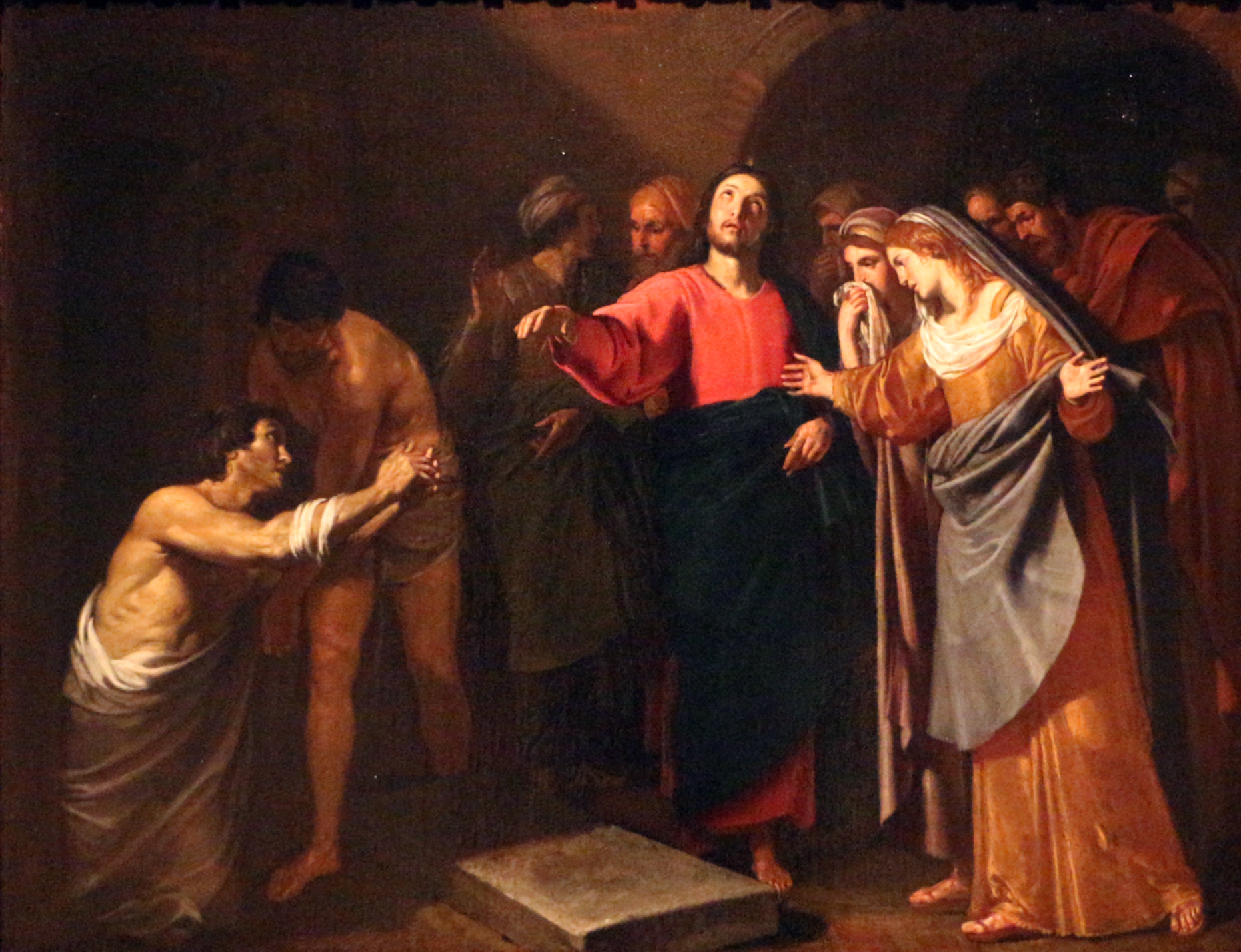
Auferstehung des Lazarus, ca. 1640, Indianapolis Museum of Art

- Begegnung von Rebekka und Isaac, 195 × 246 cm, ca. 1650, Museo del Prado
- Hl. Rosalia von Palermo, 228 × 179 cm, Museo del Prado, Madrid
- Himmelfahrt des Hl. Januarius, 207 × 154 cm, Museo del Prado, Madrid
- Der Hl. Cajetan vor der Hl. Familie, 123 × 76 cm, ca. 1660, Museo del Prado, Madrid
- Der Hl. Cayetan lehnt das Angebot von Goldmünzen ab, 123 × 76 cm, Museo del Prado, Madrid
- Die Heilige Agathe, 128,5 × 101 cm, um 1635, Prado, Madrid
- Verehrung des goldenen Kalbes, 208 × 260 cm, ca. 1650, Museo di Capodimonte, Neapel
- Rinaldo und Armida, 177 × 260 cm, 1640–1650, Museo di Capodimonte, Neapel
- Beweinung des toten Christus, 126 × 177 cm, Museo Diocesano von Neapel
- Die Jungfrau Maria bittet für die Seelen im Purgatorium, 412 × 315 cm, ca. 1660, Museo Diocesano, Neapel (ursprünglich in Santa Maria del Pianto)
- Martyrium des Hl. Bartholomäus, 159 × 179 cm, Museo Diocesano, Neapel (ursprünglich für die Arciconfraternita dell’Immacolata Concezione in Sant’Eframo Nuovo)
- Hl. Agathe, Museo civico Gaetano Filangieri (Palazzo Como), Neapel
- Pietà, Museo Diocesano von Bari
- Hl. Maria Magdalena, Galleria Regionale Palazzo Abatellis, Palermo
- Büßende Magdalena, 102 × 76 cm, Eremitage, Sankt Petersburg
- Martha und Maria, 116 × 97 cm, um 1640, Puschkin-Museum, Moskau
- Auferstehung des Lazarus, ca. 1640 (?), Indianapolis Museum of Art
- Martyrium des Hl. Sebastian, 129,5 × 101,5 cm, ca. 1640. Galerie Canesso
- Geißelung Christi, 191,8 × 151,5 cm. Staatsgalerie Schleißheim
- Kreuzigung, Gemäldegalerie Berlin
- Tobias mit dem Erzengel Raffael, Museu Nacional d’Art de Catalunya, Barcelona
- Tobias heilt seinen blinden Vater, 200,5 × 264 cm, Museu Nacional d’Art de Catalunya, Barcelona
- Susanna und die beiden Alten, 153,5 × 206 cm (am 19. April 2016 versteigert im Dorotheum, Wien)
- Martyrium der Hl. Agathe, 122 × 159 cm, ca. 1635–1640, Musée Fabre, Montpellier

In Kirchen:
- Madonna mit Engeln, 325 × 200 cm, Convento dei Cappuccini in Vico del Gargano
- Verkündigung Mariens, 102 × 76 cm, Convento dei Cappuccini in Vico del Gargano
- Engel, 102 × 76 cm, Convento dei Cappuccini in Vico del Gargano
- Tod des Hl. Joseph, Santa Maria delle Anime del Purgatorio ad Arco, Neapel
- Madonna mit Kind und den Hl. Antonius und Rochus, San Potito, Neapel
- Hl. Erzengel Michael, im Oratorio della Confraternita dei Bianchi di Sant'Antonio in San Severo fuori le mura, Neapel
- Kommunion der Hl. Maria von Ägypten, Santa Maria Egiziaca a Forcella, Neapel
- Maria und Joseph bitten die H. Dreifaltigkeit für die Sünder im Fegefeuer, ca. 1660, Hauptaltar von Santa Maria dei Miracoli, Neapel
- Versuchung Christi in der Wüste, 1641, einst in der Kirche Santa Maria della Sapienza, Neapel, heute im Depot
- Die mystische Ehe der H. Katharina von Alexandrien und Erscheinung Christi vor der Hl.  Katharina von Siena, 1659, in der Kirche Santa Maria della Sanità, Neapel
- Rosenkranzmadonna,  in der Kirche San Giuseppe Maggiore dei Falegnami, Neapel
- Madonna mit Kind und dem Hl. Nikolaus, Santa Maria della Purità degli Orefici, Neapel
- Jesus am Kreuz, Santa Teresa a Chiaia, Neapel
- Madonna mit Kind und dem Hl. Lukas, 1666, ehemals in der Kirche San Giovanni Battista delle Monache, heute im Depot
- Jesus im Garten Gethsemane, 1660, Abtei von Montserrat

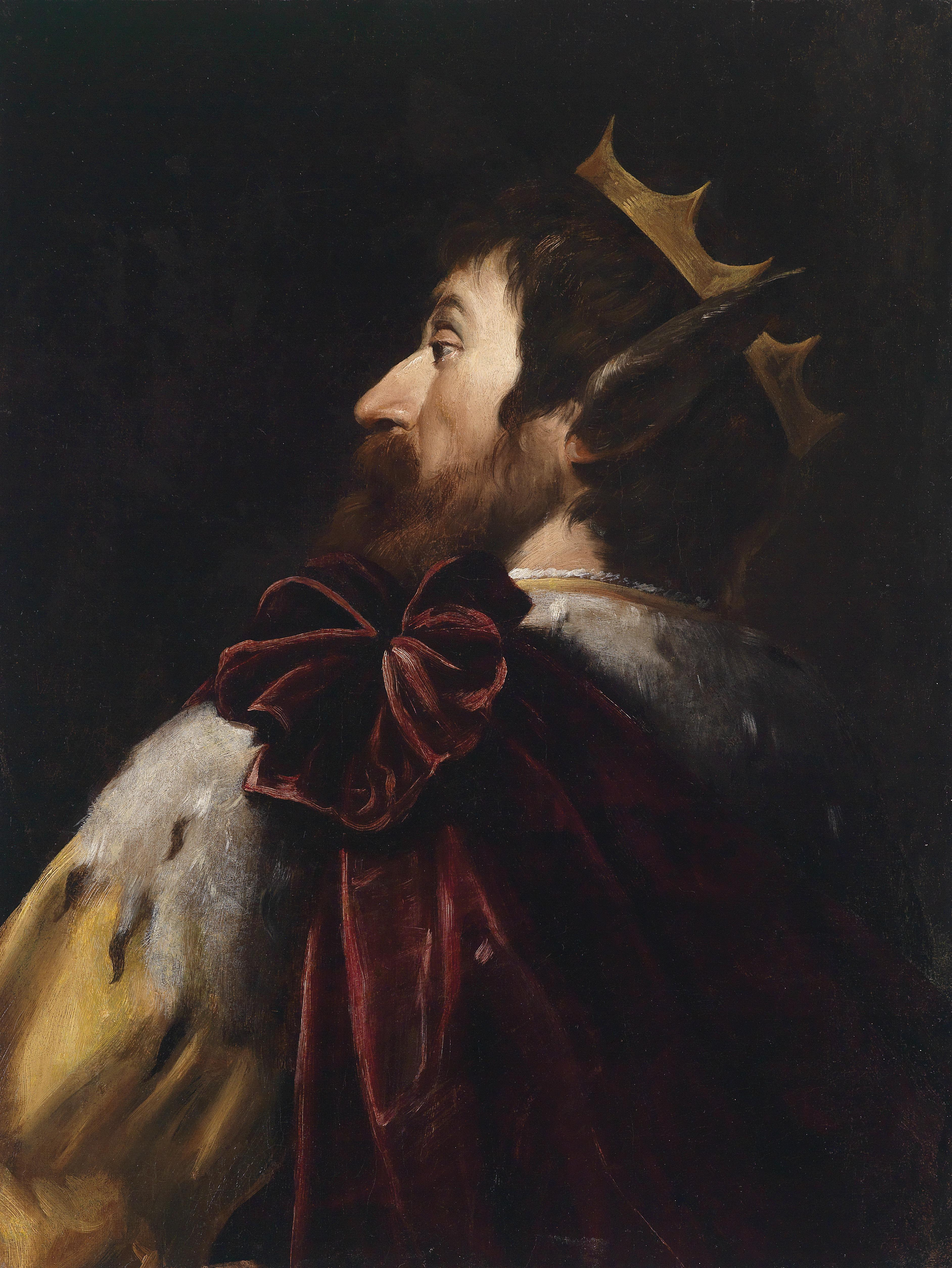
König Midas, 71 × 54 cm, ca. 1670, Dorotheum